# Rota Nazdar
Rota Nazdar (oficiálně francouzsky 1ère compagnie, bataillon C du 2e Régiment de Marche du 1er Étranger, v překladu 1. rota praporu C 2. pochodového pluku 1. pluku Cizinecké legie) byla první československá vojenská jednotka působící na území Francie. Působili v ní převážně čeští dobrovolníci. Jednotka se uplatnila na západní frontě první světové války. Byla rozpuštěna po katastrofálních ztrátách v bitvě u Arrasu v květnu 1915, dala však základ vzniku československých legií v Francii roku 1918.

## Vznik
Rota Nazdar vznikla v rámci francouzské Cizinecké legie 31. srpna 1914, tedy na začátku první světové války. O její vznik se zasloužil Prozatímní výbor tvořený zástupci francouzské pobočky Sokola a sociálně-demokratického spolku Rovnost, podporovaný některými známými francouzskými osobnostmi, zejména Ernestem Denisem, zastupovaný pařížskými Čechy, advokátem Josefem Čapkem a Josefem Hofmanem-Krátkým. Vstup do Cizinecké legie byla jediná možnost, jak vytvořit na území Francie zahraniční jednotku.
Hromadný odvod dobrovolníků proběhl 22. července 1914 v pařížské Invalidovně, za způsobilé k službě bylo uznáno 341 Čechů a 2 Slováci. Dvouměsíční výcvik prodělali v Bayonne. Slavnostní přísahu složili 12. října a rota byla začleněna do praporu C tzv. Marocké divize. Kvůli nedostatku českých důstojníků – k dispozici byli jen dva – rotě veleli Francouzi. Prvním velitelem byl jmenován kapitán M. L. J. Sallé.

## Využití ve válce
Na začátku 1. světové války (1914–1915) se rota v rámci Cizinecké legie účastnila střetnutí na francouzsko-německé frontě a počet vojáků, kteří se do ní dobrovolně hlásili, narůstal. Měl však své limity, protože jednotka nemohla být doplňována o nové síly. Hranice byly uzavřeny, další Češi a Slováci do Francie nepřicházeli a nemohli se tam dostat ani jako dezertéři či zajatci, neboť rakousko-uherská armáda na západní frontě nebojovala. (K rotě se připojilo asi třicet dobrovolníků z Velké Británie, která na svém území vznik české jednotky nepovolila, a v jednotce sloužilo i několik Poláků a jeden Švýcar.) Rota Nazdar byla poprvé nasazena do boje 11. listopadu 1914 v kraji Champagne (nedaleko Remeše). V květnu 1915 se rota účastnila vítězně bojů u Arrasu, kde po útoku na kótu 140 na hřebenu Falaise de Vimy mezi vesnicemi La Targette a Souchez zbylo pouze 75 bojeschopných mužů, 42 mužů včetně všech důstojníků padlo, ostatní byli raněni a prapor C byl rozpuštěn.
Později byli její příslušníci dále zařazeni do jiných jednotek. Jsou zmiňováni i při pokusu Milana Rastislava Štefánika vytvořit ve Francii letecký oddíl. Ještě na konci 1. světové války (1918) je o rotě zmínka, když se několik desítek vojáků této roty dostalo do československé brigády ve Francii.

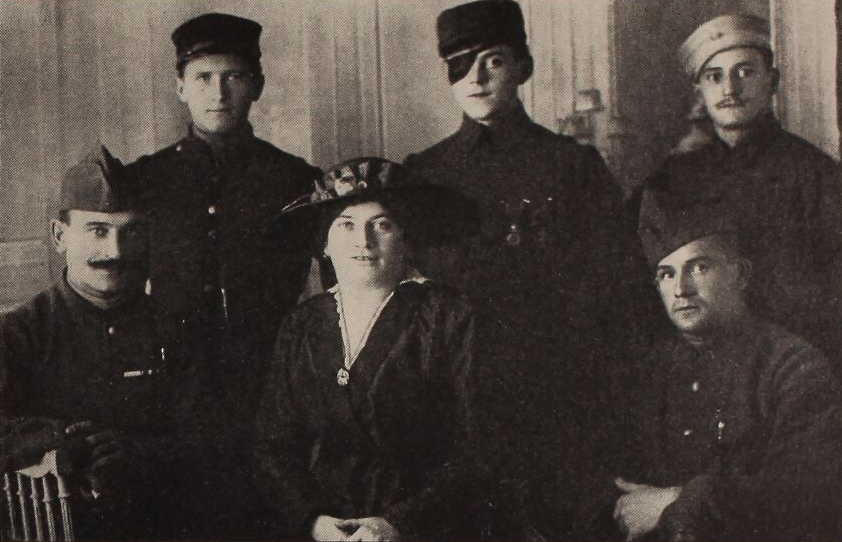
Setkání matky praporu Marie Čermákové se zotavujícími se členy roty Nazdar

### Krajanská podpora
V podpoře jednotky byly rovněž činné v Paříži žijící české ženy, které vojákům posílaly jídlo a oblečení a sháněly za tímto účelem peníze. Matkou praporu byla pak nazývána Marie Čermáková, majitelka pařížské restaurace, která byla z místních žen v podpoře nejaktivnější. Během války udržovala Čermáková korespondenční kontakt s více než třiceti vojáky. Z celkového počtu legionářů, se kterými si Čermáková dopisovala, jich šestnáct během války padlo. Jedním z nich byl též Alois Fabián, její synovec a legionář v dubnu 1918 zajatý německou armádou, který zemřel 22. října 1918 v zajateckém táboře, jako poslední československá oběť západního bojiště. Dopisy Čermáková archivovala a po válce některé zapůjčila ke zveřejnění.

## Příslušníci roty
- Otto Gutfreund
- František Kupka

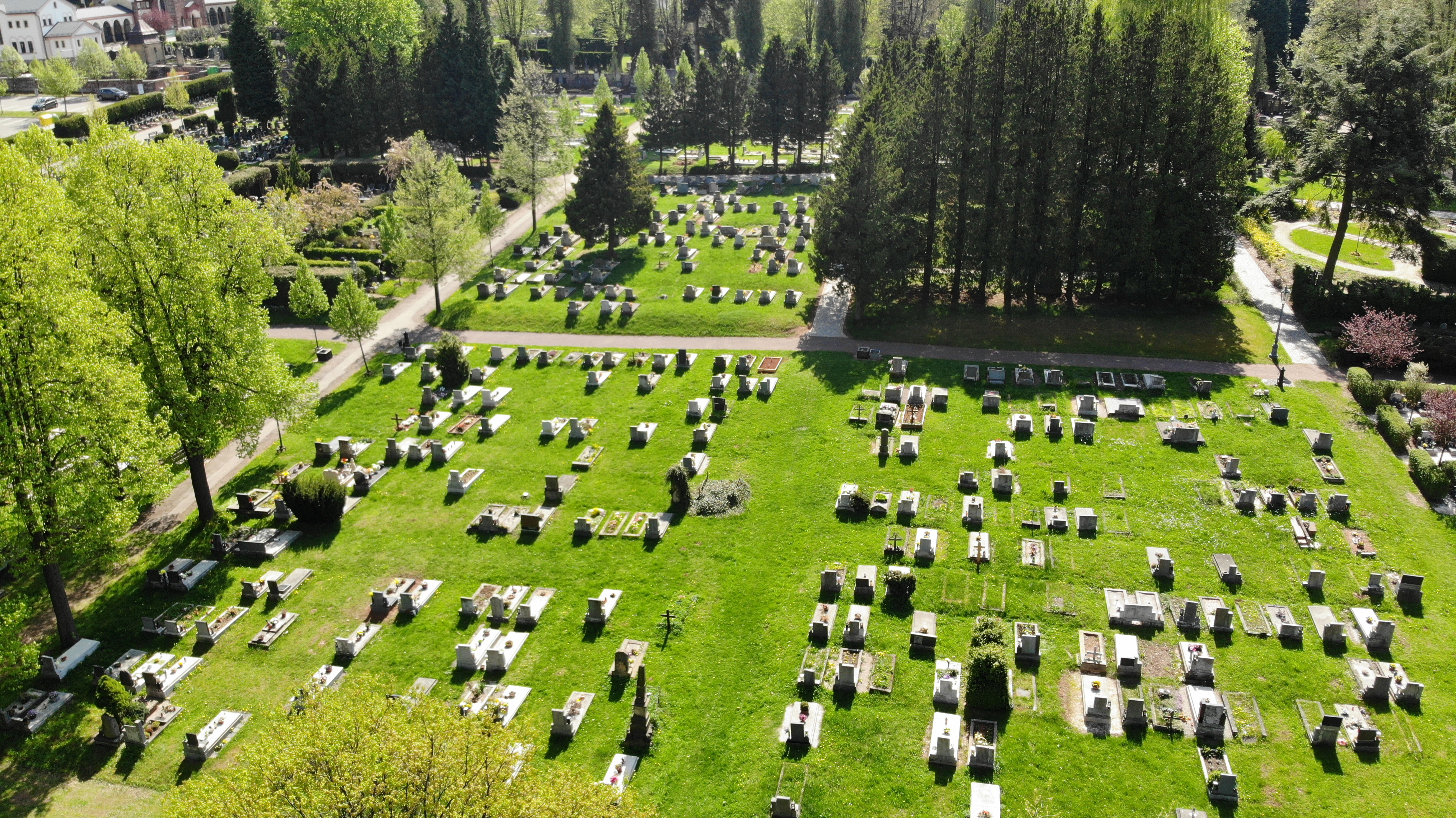
Hřbitov roty v Trutnově

- Jan Hofman – vojenský letec, padl ve vzdušném souboji 18. března 1917
- Karel Bezdíček – praporečník roty, padl 9. května 1915 u Neuville-Saint-Vaast u Arassu
- Josef Pultr – náčelník pařížského Sokola, padl 9. května 1915 u Neuville-Saint-Vaast u Arassu
- Václav Dostal – první český důstojník v jednotce, padl 9. května 1915 u Neuville-Saint-Vaast u Arassu
- Jan Votrubec
- Ladislav Preininger – posléze důstojník, byl popraven za nacistické okupace Československa roku 1941
- Lumír Březovský – nejmladší člen jednotky, padl v 12. prosince 1914 v 16 letech jako první mrtvý z roty[8][9]
- František Fric – padl 15. března 1915, druhý mrtvý z roty
- František Rus - vojín – narozen 21. prosince 1882 v Machově, padl 9. května 1915 u Neuville-Saint-Vaast u Arassu. Vyznamenán Marockou medailí a plaketkou "Casablanka".Matriční kniha[nedostupný zdroj],+ databáze VÚA Praha
- Alois Fabián – zemřel 22. října 1918 v německém zajateckém táboře, jako poslední Čechoslovák na západní frontě
- Vilém Stanovský – vojenský letec, účastník odboje, vězněn komunistickým režimem
- Bedřich Starý – vojenský letec
- Jan Štork – vojenský letec
- Václav Pilát – vojenský letec